# 赵云
趙雲（2世紀？—229年），字子龍，是漢末三國時期的蜀漢武將，生于常山真定（今河北省正定县），身高八尺（约185公分），姿顏雄偉。最初效忠公孫瓚，官渡之戰後效忠劉備、劉禪。歷任牙門將軍，偏將軍、領桂陽太守，翊軍將軍，領中護軍、征南將軍，封永昌亭侯，鎮東將軍。箕谷失利後貶為鎮軍將軍。后追諡曰順平侯，是为永昌亭顺平侯。
陈寿在撰写《三国志》的时候，将赵云与关羽、张飞、马超、黄忠的事迹合记成《三国志·蜀书·关张马黄赵传》，罗贯中的長篇小說《三国演义》中又将該五人并称“五虎上将”，广为世人所知。

## 生平

### 为求仁君
初平二年（191年），諸侯互相征戰，公孫越助袁術與孫堅一同攻打周昂，中流矢而死。公孫瓚以其弟被殺歸罪袁紹，屯兵槃河並上書朝廷細數袁紹十項罪狀，號召諸州郡共同討伐，袁紹轄下的常山郡部將經商議後，決定反叛袁紹，並推舉趙雲率領該郡義軍去投奔公孫瓚。
及後韓馥被迫將冀州讓給袁紹，袁氏四世三公，聲名遠播。公孫瓚問趙雲：「聽說冀州的人都欲依附袁紹，為何你獨與他們不同，難道是迷而知返嗎?」
趙雲回答說：「天下大亂，未知誰是明主，民有倒懸之危，鄙州議論，要投奔仁政之所在，因此我不投袁紹而投將軍。」趙雲自此隨公孫瓚四處征討。
時任高唐令的劉備被襲，依附公孫瓚。公孫瓚與袁紹交戰，派遣青州刺史田楷佔據山東附近的土地，袁紹亦派數萬大軍前來爭地，公孫瓚便上表將劉備提升為別部司馬，派劉備助田楷抵抗袁紹，趙雲隨劉備軍出征，執掌著軍中騎兵。兩人合作互留好印象。
後來，趙雲因兄長逝世，向公孫瓚請求回鄉服喪。劉備知道他此去便不會再回到公孫瓚身邊，因此握著趙雲的手不捨分別。趙雲向劉備辭別說：「终不背德也。」
建安五年（200年），劉備被曹操打敗而依附袁紹。趙雲在鄴城和劉備相認，感情好至同床眠臥，期間密遣趙雲招募數百名士兵，對外宣稱左將軍劉備部曲，趙雲從此追隨劉備。

### 單騎救主

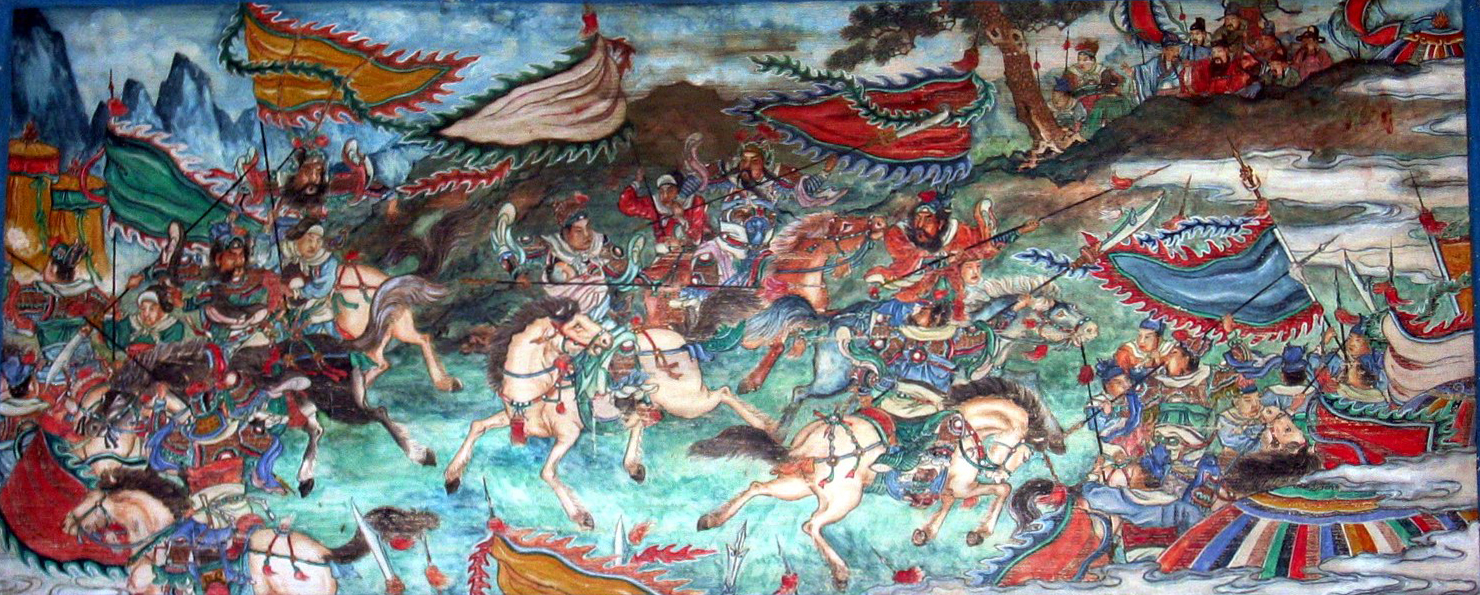
趙雲救主於長阪坡圖

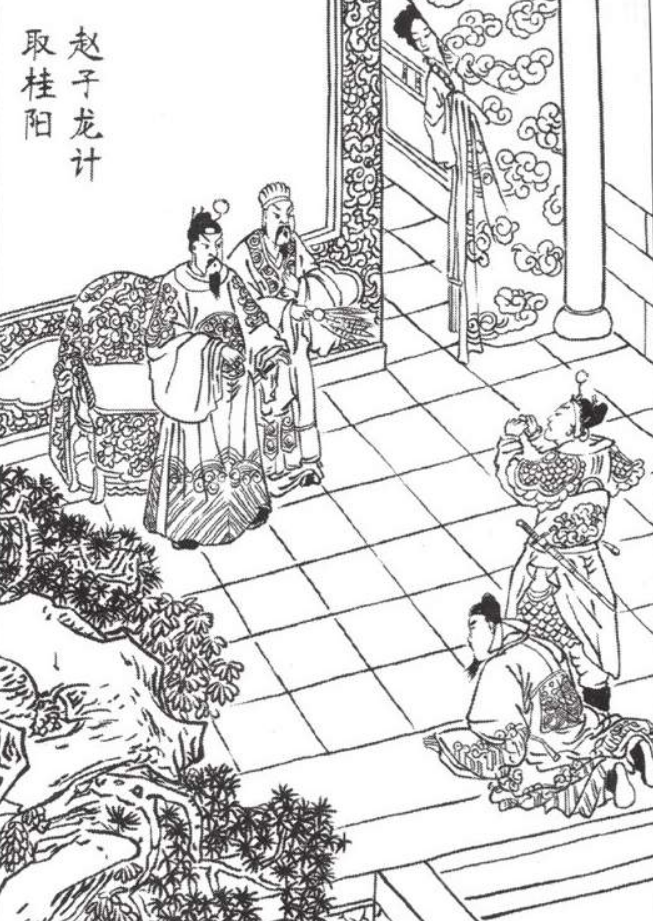
小说《三国演义》插画：赵子龙计取桂阳

建安六年（201年），劉備投靠劉表，劉表讓他在新野屯兵阻止曹操進攻荊州。建安七年（202年），曹操派夏侯惇、于禁領軍進攻，雙方戰於博望。劉備以伏兵計擊破曹軍，趙雲生擒敵將同鄉夏侯蘭，向劉備請命推薦讓他成為軍正。
建安十三年（208年），曹操再次派遣大軍南攻，劉表已經死了。他的小兒子劉琮繼位，遣使者向曹操請降。劉備措手不及，率軍南逃江陵，帶著不願放棄自願跟隨劉備的人，當時他們僅能行走十幾里，曹操便派輕騎兵快馬追趕，一天之中追襲了三百里，終於在當陽長阪坡附近追上了。劉備便丟下妻兒，僅帶著數十騎向南逃逸。當時有人對劉備說，趙雲向北投靠曹操去了。劉備聞言便用手戟打那告狀的人說：「子龍不會棄我而去。」不久之後，趙雲果然懷抱劉備的幼子劉禪，保護著劉備的妻子甘夫人，到劉備身邊。之後，劉備便任命趙雲為牙門將軍。

### 佔奪荊楚
赤壁之戰後，趙雲跟隨劉備平定荊州江南之地。劉備任命趙雲為偏將軍，取代趙範，兼任桂陽（今湖南郴縣）太守。趙範有寡嫂名為樊氏，有國色之貌，欲將她許配給趙雲結親。趙雲說：「我們是同姓，你的嫂子就像是我的嫂子一樣。」加以婉拒。有人勸趙雲接受，趙雲說：「趙範才剛投降，心意還未知。何況天下女子不少。」堅拒。後來趙範叛逃未受牽連。

### 防守荊楚
建安十四年（209年），在平定荊南四郡，又得到原屬劉表的部曲萬人之後，劉備成為荊州牧，聲勢漸大，孫權乃建議雙方結親，劉備便娶了其妹孫夫人。兩年之後益州牧劉璋為防備張魯勢力乃向劉備求援，劉備便領兵三萬入益州，留諸葛亮、關羽、張飛、赵云等人留守荊州，並任命赵雲為留營司馬。
劉備出征之後，孫夫人開始放縱驕傲，放任她從東吳帶來的侍衛和官吏，多有不法的行為。劉備知道消息之後，認為趙雲為人威嚴、態度慎重，一定能加以整頓，因此特別命趙雲掌管內事。
孫權聽說劉備西征益州之後，便派了大批舟船欲接孫夫人回去，並叫她帶劉禪一起歸吳。幸得趙雲與張飛一起帶兵在長江截住東吳船隊，並成功奪回劉禪，亦即著名的「趙雲截江奪阿斗」。

### 從征巴蜀
建安十七年（212年），劉備與劉璋決裂，從葭萌進攻劉璋勢力，並召諸葛亮率軍入蜀。
諸葛亮率領趙雲與張飛溯江西上，一路平定郡縣，直到江州（今重慶），然後兵分兩路，諸葛亮、張飛走北路，趙雲則另領一軍走南路，從外水沿長江而上進至江陽（今四川瀘州）、犍為，最後在成都會合。劉備攻下成都之後，任命趙雲為翊軍將軍。
劉備平定益州之後，有議論勸劉備將成都城中房舍及城外園地桑田分賜給諸將。趙雲反駁說：「從前霍去病曾說過『匈奴未滅，無用家為』，何況現在國賊不只像匈奴只有一個，還不到可以安定下來的時候，必須等到天下的亂賊都平定之後，才可讓眾人返回家鄉去種植桑梓，回歸故土去耕作田地，這樣才是正道。益州的人民是第一次遭遇到戰爭，應該將田宅房產歸還給百姓，先讓他們安居樂業，然後才能叫他們服兵役，納錢糧，也才能得到益州的民心。」劉備便聽從趙雲的建議。

### 一身是膽

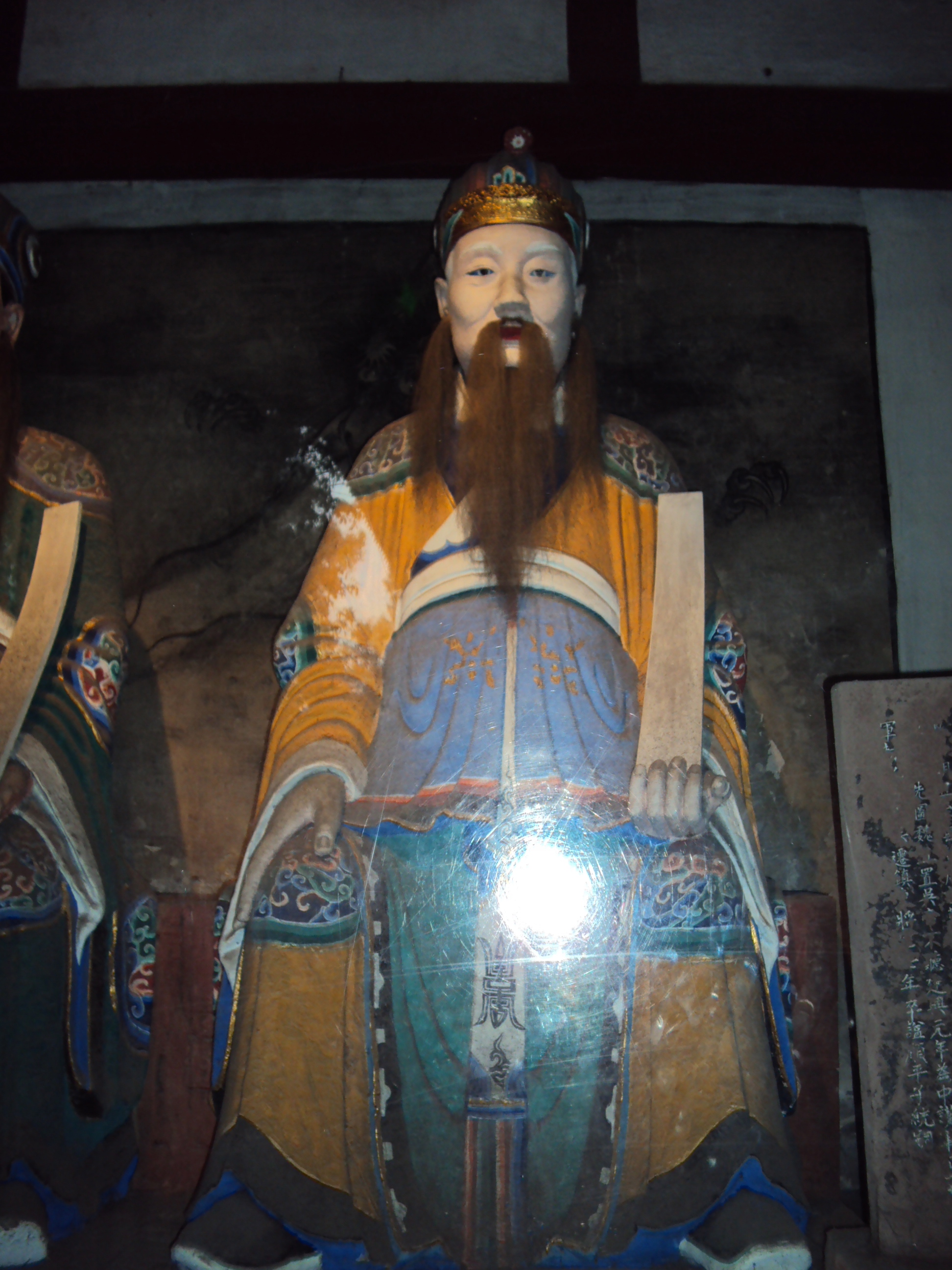
成都武侯祠中的赵云塑像

建安二十三年（218年），劉備率軍進攻漢中，次年黃忠在定軍山打敗夏侯淵，斬其首，於是曹操親自率領大軍來爭奪漢中，並先運大量的軍糧到北山下，有數千萬袋，黃忠認為可趁機奪取這些軍糧，便領軍出擊，當時趙雲屬下的士兵也隨著黃忠一起出擊。
但是黃忠的軍隊過了約定的時間之後仍未回來，趙雲便料到黃忠中埋伏，所以他便帶著數十騎的小部隊出了兵營的圍柵，查看黃忠等人的情況。結果，正好碰上曹操派出的大軍，趙雲遭到曹軍先鋒部隊的攻擊，趙雲才剛和敵人交手，敵人的大軍已來到面前，聲勢逼人。
趙雲便一次又一次地的突擊曹軍士兵的陣列，且戰且退。曹軍雖然被趙雲擊散，但是仍憑藉數量優勢將趙雲包圍起來，趙雲便突圍並退入劉備軍的圍柵內，此時部將張著受傷，又被曹軍包圍，趙雲又一次馳馬突擊曹軍，並救出張著，將他帶回圍柵內。此時曹軍已追至蜀軍的圍柵，沔陽長張翼正在防守圍柵，見曹操大軍殺到，便欲閉門拒守。趙雲進入主營之後，卻下令大開柵門，然後令劉備軍偃旗息鼓。
曹軍見此情況，懷疑趙雲設有伏兵，便向後退卻。此時趙雲下令打響戰鼓，鼓聲震天，又令劉備軍以弩箭射向曹軍，曹軍為之驚駭，自相蹂踐，墜入漢水中淹死者甚多。次日劉備親自來到趙雲兵營察看昨日戰鬥之處，讚歎說：「子龍一身都是膽也！」於是飲宴直到黃昏，軍中號趙雲為「虎威將軍」。

### 諫阻东征
章武元年（221年），劉備稱帝，欲進攻東吳，以報孫權伐取荊州之仇，趙雲上諫說：「國賊是曹操，並不是孫權，而且滅了魏國之後，吳國自然會臣服。雖然曹操斃命，但其子曹丕篡盜大位，引起公憤，應該利用此民氣，先攻佔關中，佔據黃河、渭水上游以討伐逆賊，那麼關東義士必裹糧策馬以迎王師。不該放置魏國，反而先打吳國。而且與吳國的戰爭一旦開始，就不易停止了。」但憤怒的劉備不聽諫言，執意東征，並留趙雲都督江州。
章武二年（222年），劉備東征大軍與吳軍於猇亭爆發猇亭之戰，劉備大敗，由秭歸逃回永安（今重庆奉節），趙雲乃進軍至永安以保衛劉備，而吳軍已退卻。

### 箕谷疑敵
建興元年（223年），後主劉禪繼位，因趙雲此時於永安防衛東吳，故將趙雲為中護軍，征南將軍遷鎮東將軍，並封為永昌亭侯。建興五年（227年），在平定南中並和東吳結盟之後，諸葛亮率領諸將進駐漢中準備北伐，趙雲亦轉駐漢中。
次年，諸葛亮出兵北伐，宣稱將由斜谷道取郿，並令趙雲、鄧芝為疑軍，佔據箕谷，魏大將軍曹真率領大軍反擊，諸葛亮下令趙雲、鄧芝在斜谷道阻擋曹軍，自己率領蜀軍主力進攻祁山。然而趙雲、鄧芝的疑軍兵弱敵強，失利於箕谷，但兩人仍斂攏敗軍固守，一戍赤崖口，一戍赤崖屯田，意在持續牽制曹真所轄大軍於箕谷使其不得西顧。不料蜀軍主力因參軍馬謖自作聰明違背諸葛亮的軍令而被魏軍找到破綻，遭張郃大敗於街亭，箕谷魏軍聞訊開始全力進攻，趙雲乃親自斷後，又燒燬棧道阻止曹軍的追擊，因此軍需和錙重的損失都毫髮無損。
當蜀軍退兵時，諸葛亮曾驚訝地說：「街亭退兵時，我軍編制皆混亂成一團，箕谷退兵，編制整齊一如出軍之時，這是何故? 」鄧芝回答說：「趙將軍親自斷後，因此軍需沒有遺失，人員無亂，編制整齊。」當時趙雲軍中有多餘的絹布，諸葛亮下令分給將士，趙雲推辭道：「我軍失利，為何要賞賜呢？請將其物全入府庫，在十月的時候再給眾人做冬衣。」諸葛亮因此大為稱讚。
此次北伐以失敗告終，諸葛亮引疚上表自貶三級，趙雲亦自請貶為鎮軍將軍。

### 逝世追諡
建興七年（229年），趙雲逝世，劉禪於景耀四年（261年）三月追諡他為順平侯。
蜀漢初期少給諡號，劉備在位時只有法正有諡號。劉禪時，諸葛亮、蔣琬、費禕三位宰相、寵臣陳祗以及由魏國投誠的夏侯霸等人先後得到諡號，於是關羽、張飛、馬超、黃忠、龐統亦被追諡，時為景耀三年秋九月。後主劉禪念及曾受趙雲保護，又於隔年追諡趙雲。當時的輿論認為這是很大的榮譽。

## 家族

### 親族
- 兄-据《三國志.蜀书六.关张马黄赵传》及裴松之引《云别传》注所载，兄长于赵云效力于公孙瓒期间逝世。

### 子嗣
- 趙統：長子，趙雲死後承繼爵位，官至虎賁中郎督，行领军。
- 趙廣：官至牙門將，沓中追隨姜維戰死沙場。

另外據清朝地方志《江陵縣誌》記載，趙雲之女趙氏為關平之妻，生子關樾。

## 歷史評價
- 陳壽：「黃忠、趙雲強摯壯猛，並作爪牙，其灌、滕[12]之徒歟？」
- 刘备：「子龙一身是胆也。」
- 刘禅：「雲昔從先帝，功積既著。朕以幼聰，涉涂艱難，賴恃忠順，濟於危險。夫諡所以敘元勳也，外議云宜諡。大將軍姜維等議，以為雲昔從先帝，勞績既著，經營天下，遵奉法度，功效可書。當陽之役，義貫金石，忠以衛上，君念其賞，禮以厚下，臣忘其死。死者有知，足以不朽；生者感恩，足以忘身。謹按諡法，柔賢慈惠曰順，執事有班曰平，克定禍亂曰平，應諡雲曰順平侯。」（《雲別傳》引後主詔曰）
- 姜维：「云昔从先帝，劳绩既著，经营天下，遵奉法度，功效可书。当阳之役，义贯金石。忠以卫上，君念其赏； 礼以厚下，臣忘其死。死者有知，足以不朽；生者感恩，足以殒身。谨按谥法，柔贤慈惠曰顺，执事有班曰平，克定祸乱曰平，应谥云曰顺平侯。」
- 楊戲《季漢輔臣贊》「征南厚重，征西忠克，統時選士，猛將之烈。」
- 唐朝大臣薛登上疏時引前代故事曰：「至如武藝，則趙雲雖勇。資諸葛之指撝；周勃雖雄，乏陳平之計略。若使樊噲居蕭何之任，必失指縱之機；使蕭何入戲下之軍，亦無免主之。鬥將長於摧鋒，謀將審於料事。」（《旧唐书•薛登传》）
- 賀遂亮：「标秀气于文昌，架李霍而不追，俯彭韩而高视，赵云一身之胆，勇冠三军；关羽万人之敌，声雄百代。捐躯殉国之志，冒流镝而逾坚；轻生重义之（阙四字）而难（阙一字）心悬水镜，鬼神无以蔽其形；质过松筠，风霜不能改其色。」（《大唐平百济国碑铭》）
- 宋朝蕭常： 「雲雖虎臣。其所建明。通達國體。如還田宅以系民心。留軍資以須冬賜。赦吳而專事魏。有諸葛亮念所不到者。若其不納趙範之兄嫂。以遠同姓之嫌。律己之嚴如此。方時諸將。其最優乎。」」（《萧氏续后汉书》）
- 朱黼论赵云伐吴之谏：「可谓深切著明。知天下大体矣。」（《三国六朝五代纪年总辨》）
- 陈造论汉水之谋：「皆可为法矣，彼皆大不得已，所谓出死入生转败为功者。」（《江湖长翁集》）
- 程公許：「智勇絕倫，足以當一面。」
- 元朝郝經：「雲忠繾綣禦侮。始終不渝。為漢爪士。功烈志膽。曹樊之儔。雲尤識慮經遠。壯而不疏。每進忠益輙中。」
- 郑元佑：「如赵云之安民于蜀，亦岂宜以有限之屋共无穷之求。」（《郑元佑集》）
- 钟惺：「观云本末，自是大臣局量，不独名将而已。」（《史怀十七卷》）
- 范光宙：「然则云之本末，自有大臣局量也，岂名将云乎哉？」（《史评》）
- 王士骐：「光明洞达，可为滥赏之戒。观云本末，自是大臣局量，不但名将而已。」（《诸葛忠武侯全书》）
- 沈国元：「而赵云之辞田宅请灭魏，皆有古大臣识量，宁得仅以以名将律之。」（《二十一史论赞》）
- 李贤：「智勇兼全。子龙可谓有古大臣之风。」（《明一统志》）
- 万应隆：「赵云以汉贼不可不讨，故授以室而不顾，汉贼未灭一语，严于春秋，大哉即己溺天下之心也。」（《三峰史论》）
- 张溥论赵云伐吴之言：「其明大义，断大策，同于鲁肃，然度先主不能听也。」（《历代史论》）
- 李纪：「（昭烈）用赵云而取汉中，遣关羽而攻樊城。」（《详注史略补遗大成》）
- 杨时伟：「子龙心贯金石，义薄云天，不减关张。」（《狂狷裁中》）
- 叶山：「赵子龙所以艰难百战而求先主也。然则舜之于尧；禹之于舜；皋陶稷契之于禹；伊尹之于汤；太公之于武；幸之幸者也。孔明之于刘禅；陆贽之于唐德；李纲赵鼎之于宋高；其有良工之苦心乎。」
- 徐奋鹏：「子龙不特浑身是胆。殆浑身是智。为三分之完人欤。」
- 王夫之：「迨猇亭败矣，先主殂矣，国之精锐尽于夷陵，老将如赵云与公志合者亡矣；公收疲敝之余民，承愚暗之冲主，以向北方，而事无可为矣。公故曰：鞠躬尽瘁，死而后已。唯忘身以遂志，而成败固不能自必也。向令先主以笃信羽者信公，听赵云之言，辍东征之驾，乘曹丕初篡、人心未固之时，连吴好以问中原，力尚全，气尚锐，虽汉运已衰，何至使英雄之血不洒于许、雒，而徒流于猇亭乎？」（《读通鉴论》）
- 沈一贯：「赵云遇曹瞒而开璧，李广值匈奴而反前，皆不足而虚示之有余者也，卒以疑敌人之心，一因以破虏，一因以全师，益胆略过人哉。」（《百大家评注史记》引）
- 方孝孺：「夫昭烈至仁厚，孔明之忠顺，固可以为君臣师表；而蒋琬、费祎、董允之治国，关、张、赵、马之用兵，与夫诸葛氏之有瞻、尚，关氏之有彝，张氏、赵氏之有遵及广，推其所由来，昭烈、孔明之事，盖有出乎区区功业之外、成败之表者。」
- 张萱：「赵云，文鸯，出入万众，单枪匹马，所向无前。」（《西园闻见录》）
- 宋徵璧：「张辽、赵云出入敌垒，使敌披靡，以英风猛气自足慑敌，敌不敢害也，然非大将之道。」（《左氏兵法测要》）
- 清安溪先生李光地：「赵云、张嶷不独有将畧，其见事明决持重老成，实古重臣之选。」；「蜀汉虽小，年数不多，却有可观。人物之盛，亦不止一武侯，即如关侯对张辽言：“吾极知曹公待我厚，但吾受刘将军厚恩，誓以共死，不可悖之，吾终不留，吾要当立效以报曹公乃去。”何等磊落。赵子龙不受第宅，曰：“霍去病尚曰，匈奴未灭，何以家为。汉室未复，无所用此。”又谓“汉贼曹操，非孙权。”都中义理。张翼德释严颜，奉之上坐而受教，何等风谊，受刘子初之侮慢而不怒，何等气度，至后尚有蒋公琰、费文伟，即姜伯约亦有意思。朱子以正统归之，允当。“荧惑守心”之说，渺茫不可知，惟以人道大义为定，方是正理。」；「灌摧項羽於垓下，滕脫孝惠於彭城，比於定軍當陽之事。」
- 清學者王複禮：「順平真儒將哉。其律己也嚴。接人也慎。其見理也明。其去私也力。若夫當陽救主，奮不顧身。漢水立功，威還似虎。語雲，膽欲大而心欲小，智欲圓而行欲方。其順平之謂乎。」；「当阳之战、孙夫人之归，微子龙则后主将不免矣，故无论功烈才品逈出三国诸人之上。」（《季汉五志》）
- 清文史學者姜宸英：「趙關張及武侯之後。先後殉國。一時君臣相得之雅。奕世猷同。休戚千載。而下為之慨慕不已。」
- 盧弼《三國志集解》：「樊氏國色，而子龍不取，賢於關羽之乞娶秦宜祿妻去遠矣。」
- 计大受《史林测义》（论赵云谏东征）：「时则不愧诸葛忠武之大节。而有古大臣之风烈已。」
- 易佩绅《通鉴触绪》：「云固武臣之有本末者，而兼有儒臣体用矣。」
- 陈允锡《史纬》（论赵云谏东征）：「此策甚高，备不从以取败，天不祚汉也。」
- 李景星《四史评议》：「关羽，张飞，马超，黄忠，赵云，皆为蜀之名将，故合传。」
- 乾隆：「使如赵云所言，居河、渭上流，以伐逆寇，汉事未必无成。」
- 魏裔介《兼济堂文集》：「倘用顺平之言，舍孙权而取关中，秦陇响应，汉室可兴矣。」
- 赵作羹《季汉记》（评分田之谏）：「观云此议，得为治之本矣。」
- 朱可亭：「云与关张及马超黄忠。号五虎将。陈寿以其强挚壮猛。比于灌滕。」；「故孙膑减灶而虞诩增灶，赵奢增垒而赵云开垒，虚实强弱之形，兵事固倏忽而异变也。」
- 林畅园：「以孙夫人之横，但任赵云、法正二人便足以制之，贤者之有益于人国如此。」
- 严如熤《三省山内边防论》：「褒中栈道栈阁，用赵云王平辈忠谨慎密，良将专司之。其意固有在也。」
- 陈淡野《相理衡真》：「人亦一器也，莫不各有其量。如天地之量，圣贤帝王之所效焉。山岳江海之量，公侯卿相之所则焉。古夷齐有容人之大量，孟夫子有浩然之气量，范文正公有济世之德量，郭子仪有福量，诸葛武侯有智量，欧阳永叔有才量，吕蒙正有度量，赵子龙有胆量，李德裕有力量，此皆远大之器。」
- 牛运震《读史纠谬》：「赵云别传载云从先主本末及辞赐田谏东征，皆卓然识大体。」
- 李澄宇《读三国志蠡述》：「赵云于长阪一役，抱后主保护甘夫人皆得免难，又孙夫人还吴，云与张飞截江夺后主，此两事至今赫赫在目，卒与关羽张飞马超庞统黄忠同获美谥，有以哉。」
- 黄彭年《选将论》：「赵云以数十骑遇敌，开军门偃旗息鼓，勇在胆也。」
- 吴云《两罍轩尺牍》：「天性勇毅，身为大帅仍复亲冒矢石，为士卒先，此赵顺平，常开平之遗风。」
- 梅公毅：「為將之道，膽欲大而心欲細；膽大則勇，心細則智，所以能戰勝攻取，即有不利，亦不至一敗塗地。三國時將材，可當此者，魏之張遼，漢之趙雲而已。」
- 李榘：「蜀之虎臣, 世必以關張爲稱首, 其䧺猛氣槩, 忠義節行, 果可謂古今傑然者也. 然其所短者智畧, 皆以此見敗. 吾觀子龍之爲將, 萬夫之勇, 固已負於其心, 一身之膽, 宜見稱於其君, 足以上下於關張. 而况其辭第分賞及諫伐吳等事, 謙退深遠, 識機明分, 又非關張之所及, 眞良將也. 先主武侯與關張子龍, 勠力以圖興復, 關張亡而先主繼崩, 子龍逝而武侯且卒, 蜀之君臣上下無人焉. 雖欲不亡得乎.」（『活齋集』 卷5, 看史剩語, 趙雲爲將）

## 五虎將

### 三國志與雲別傳
趙雲在《三國志》卷三十六，蜀志第六卷「關張馬黃趙傳」有傳，陳壽選擇史料嚴謹，本傳中關於趙雲生平的記載僅有二百四十五字。
另外裴松之為《三國志》作注時，補註了《雲別傳》的大量資料，其中記載了趙雲在求仁、秉公、忠君、慎行、論理、驍勇、受諡等各方面的事蹟，讓趙雲的生平得以較完整的呈現給後人，歷代的小說家、劇作家及說書人便是在此基礎上，創作出了許多精彩的民間藝術作品，描繪出令後世喜愛的常山趙子龍。
但亦有史學家認為《雲別傳》內容以史料而論並不嚴謹，所記載的內容皆是與趙雲相關的軼事，且與《三國志》本身有所矛盾，真實性有待商榷。清朝的何焯指出，劉備於221年準備東征吳國時，由身為將軍的趙雲，而非身為丞相的諸葛亮勸阻劉備不要東征，不合情理；另外，蜀漢於228年第一次北伐，趙雲戰敗於箕谷後被貶，按常理，趙雲所帶領的部隊不大可能得到賞賜，而諸葛亮卻居然吩咐他分賜屬下餘絹，令人費解。故此他認為《雲別傳》是根據趙家家傳改編，語多溢美。然而此類觀點並不多見考，錢大昕也有批評何焯的歷史考據為「援引史傳，掎摭古人，有絕可笑者」。

### 歷史與演義的不同
歷史上，劉備於漢中稱王之時，《华阳国志》描写：关羽为前将军，张飞为右将军，马超为左将军，皆假节钺。又以黄忠为后将军，赵云翊军将军。其余各进官号。 说明在那段时期刘备的武将还是以这五人为首。这与之后陈寿的三国志蜀志六关张马黄赵相呼应，也有可能是后来《三国演义》改写为封这五人为五虎上将的原因。
在《三國演義》嘉靖本五虎將的排列原本按照正史的「關、張、馬、黃、趙」排列，以趙雲為後，然而在毛版將之排列改為「關、張、趙、馬、黃」，趙雲位列第三。
有一種看法認為趙雲的地位不如關馬張黃四位將軍，甚至不如劉備在漢中時突然拔擢為鎮遠將軍領漢中太守的魏延，沈伯俊和易中天便支持此說法。

### 地位
趙雲曾經擔任過的一個職位是中護軍，依東漢軍制，前、左、右、後將軍乃是負責統軍鎮守在外的戰略要地，而中領軍、中護軍則掌管禁軍，負責鎮守京城。
依三國魏制，中護軍掌禁兵、總統諸將、任主武官選舉，因此趙雲的職務乃是負責統率蜀漢中央的武將與禁軍，並負責選拔武官，趙雲實際上的權力相當大。如同時期於曹魏擔任中護軍之職位者，如韓浩、夏侯玄、司馬望、司馬炎、司馬師、賈充等，皆為當朝之親信重臣，如根據魏史的記載，曹操寧可把韓浩留在自己身邊擔任中護軍，而不放他去都督諸軍、鎮守漢中，可見其地位不亞於一方之都督也。
在司馬氏篡魏之前，一直長期把持魏國中央軍權，即是透過掌握中護軍這個職務之便，因此趙雲應是受到劉備皇室相當大的信賴，才能得到這個職位。而依趙雲多次救主的表現看來，劉備的這種信賴亦是相當合理的，這也能解釋趙雲為何能多次面對劉備提出軍國方面的諫言。目前大多證據都來自魏制，是否等同於蜀漢制度仍需更多的考據。
根據楊戲的《季漢輔臣贊》「征南（趙雲）厚重，征西（陳到）忠克，統時選士，猛將之烈。」，明確寫出「統時選士」之敘述。

### 官職變化
1. 《三國志》本傳中，趙雲是在益州平定時，「成都既定，以雲為翊軍將軍。」漢中戰後，劉備即漢中王位，封賞功臣，牙門將軍魏延甚至拔為「督漢中鎮遠將軍，領漢中太守」，趙雲官職有變化。《華陽國志》記載趙雲是在劉備即漢中王時才升任翊軍將軍。
2. 長阪坡之戰，曹操派曹純領兵追擊劉備時，趙雲因在亂軍中護送尚年幼的阿斗(日後劉禪)與甘夫人有功，劉備特晉為牙門將軍；赤壁之戰後，劉備藉孫劉聯盟擊退曹操後，初據荊南四郡，之後吳將周瑜死後，透過外交手段得到南郡後，封關羽為盪寇將軍、張飛為征虜將軍，趙雲接替關羽敘任偏將軍。
3. 劉備領軍入川以前，留關羽、張飛、諸葛亮等鎮守荊州，趙雲受任留營司馬駐守公安，而公安是劉備初據荊州時軍政大本營，劉備迎娶孫權之妹孫夫人後，孫夫人隨行吏兵常鬧事，劉備特別授權趙雲以掌內事名義管治孫夫人吏兵，代理主帥劉備不在荊州時維護治所治安衛戍要務。
4. 《三國志》本傳中：“建興元年，為中護軍、征南將軍，封永昌亭侯，遷鎮東將軍。”「建興元年時，趙雲由中護軍、征南將軍，進封為永昌亭侯，進遷為鎮東將軍」[22]，也就是說，趙雲在建興元年前即已為中護軍、征南將軍。

由於蜀國歷史事跡缺失，趙雲的官位職務變化的相關記載有許多的缺漏，只該年由中護軍、征南將軍，進封為永昌亭侯，進遷為鎮東將軍。
後主劉禪即位時是以封侯為主，在《華陽國志》劉後主志中就有「建興元年夏五月，後主即位。……（略）……中護軍趙雲（註）、江州都督費觀，屯騎校尉、丞相長史王連，中部督襄陽向寵，及魏延、吳懿皆封都亭侯。（註：為征南將軍，封永昌亭侯）」的記載。趙雲在後主即位前應已為中護軍、征南將軍。

## 民間藝術

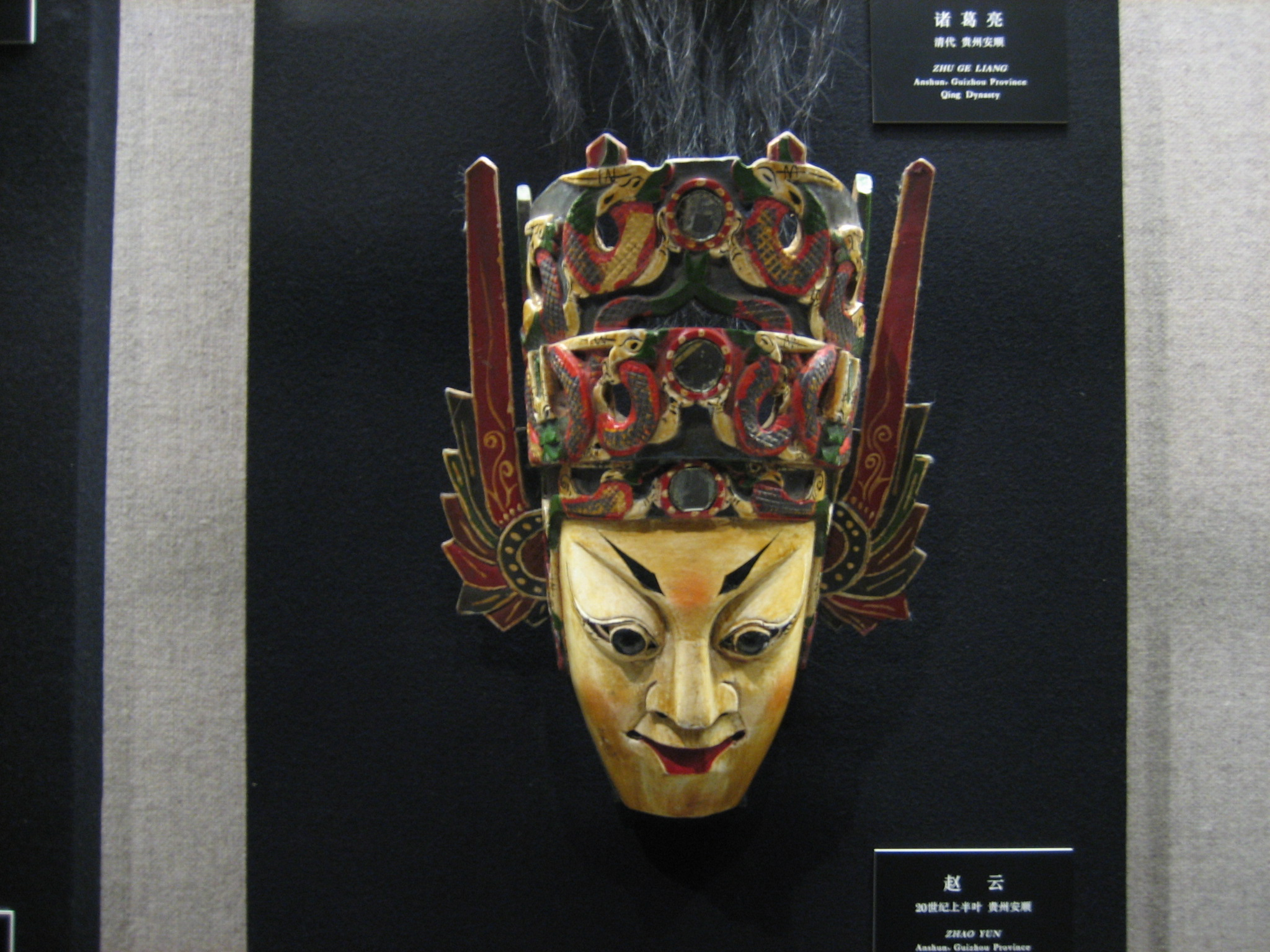
清代安順地戲面具趙雲像

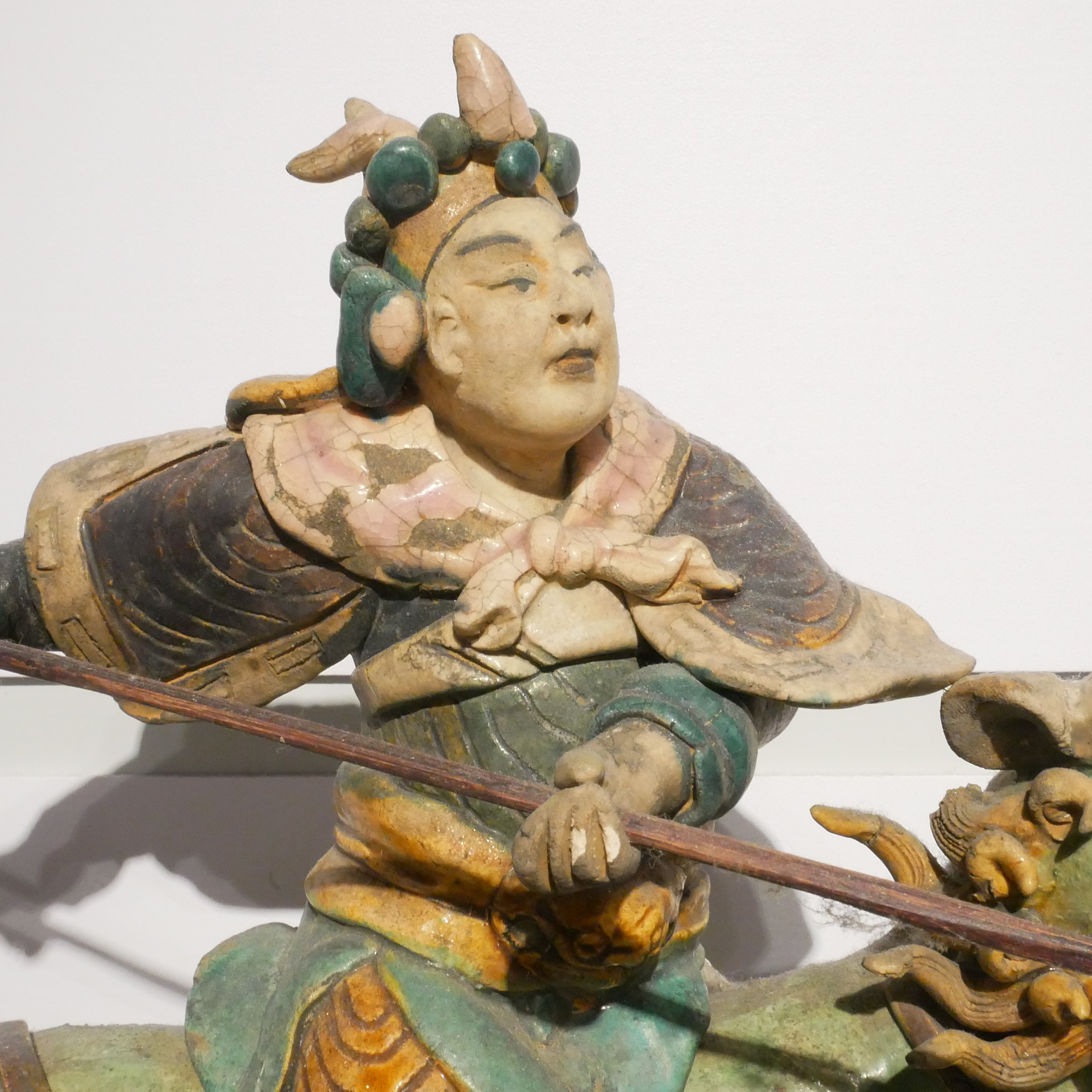
交趾陶趙雲像

### 三國志平話
|  | 趙雲使一條槍名曰涯角槍，天涯海角無對。「三國志」除張飛，第一條槍。 |

《三國志平話》為元代新安虞氏所刊，是目前已知最早的三國故事小說。
三國故事在中國流傳甚久，在李昉《太平廣記》的卷二百二十六有引用杜寶《大業拾遺記》的記載，其中就有六種三國傀儡戲的劇目；而晚唐李商隱的《驕兒詩》則有「或謔張飛胡，或笑鄧艾吃。」的記載。即在隋唐時民間就已有表演與談說三國故事的風氣。根據《東京夢華錄》及《東坡志林》記載，北宋時就有專門「說三分」的說書人。宋、元、金的戲曲中，也出現不少三國的相關戲劇，其中已出現明顯的「尊劉貶曹」的傾向，因此屬於劉備一方的武將常被視為正義的代表。
趙雲在《三國志平話》中登場時為袁紹之將，當時劉備失了徐州，與關張相失，欲向袁譚借兵以討曹操，袁譚久不能決，因此在晚上歸館之後，帶酒口念短歌一首，歌曰：
- 天下大亂兮，黃巾遍地；四海皇皇兮，賊若螻蟻。曹操無端兮，有意為君；獻帝無力兮，全無靠倚。我合有志兮，復興劉氏。袁譚無仁兮，歎息不已！

此時，西廊下有一將聽得玄德此歌，應聲而和曰：
- 我有長劍，則空揮歎息。朝內不正，則賊若蛟虯。壯士潛隱，則風雷未遂。欲興干戈，則朝廷有倚。英雄相遇，則扶持劉邦。斬除曹賊，則與君一體！

此將即為常山趙子龍也。
後來趙雲便以劉備為仁德之人，捨了袁紹跟隨劉備。之後劉備、趙雲聽說古城有一「無姓大王」，使一條槍丈八蛇矛，萬人難敵。劉備懷疑是張飛，趙雲便出戰「無姓大王」，硬戰六十合，趙雲氣力不佳，敗回馬本陣裡來。劉備乃認出「無姓大王」果然就是張飛，兄弟相認。
當陽長坂一役，趙雲單馬入曹軍中，欲尋劉備家族，遇見糜夫人時，她右腹已受箭傷，深可見腸，在把阿斗託附給趙雲之後，於牆下身死。趙雲乃推倒牆，蓋其屍。之後趙雲懷抱阿斗南走，撞入曹軍軍陣，曰：「我於百萬軍中與主公救阿斗！」後有詩曰：
- 奇哉趙子龍，凜凜一心忠；先主敗荊州，家族又不從。一生不顧死，再入虎狼叢；
- 忠孝保弱子，敢當百萬雄。春秋有伍相，漢世有子龍；到今千載後，誰不仰高風？

趙雲血戰之後抱著阿斗終於見到劉備。劉備接過阿斗，擲於地上曰：「為辱子，幾乎折了吾之良將趙雲！」。至劉備平定益州乃恩封五虎將軍，將關公封寿亭侯，張飛封西長侯，馬超封定遠侯，黃忠封定亂侯，趙雲則封為立國侯，被世人称為“蜀國五大將”。
《三國志平話》雖然文筆粗鄙，與歷史大勢不符處甚多，但已可看出《三國演義》的基礎。其中描寫古城會時，趙雲曾戰敗於張飛；當陽長坂一役，趙雲亦只射殺一將；恩封五虎將軍時，趙雲居於末位，對照明代《三國演義》中的描寫，可以明顯看出趙雲在民間傳說形象的提升。

### 三國演義
|  | 忽見草坡左側轉出一個少年將軍，飛馬挺鎗，直取文醜。公孫瓚爬上坡去，看那少年：生得身長八尺，濃眉大眼，闊面重頤，威風凜凜，與文醜大戰五六十合，勝負未分。 |

《三國演義》為明人羅貫中所著，他將《三國志平話》大幅改寫，多以歷史史實為基礎，增加了元宋時說書話本和戲劇中的精彩部分，大幅擴充內容，使《三國演義》成為中國小說史上影響力深遠的巨著。
羅貫中在《三國演義》中為趙雲塑造的形象，是一名威武雄壯、武藝高強、忠義勇敢、賢慈愛民的武將。使一条枪名曰涯角枪，又名亮银枪、龙胆亮银枪。
他一登場即和河北名將文醜大戰六十回合不分勝負，救了公孫瓚，曾和多名三國將領對戰，衝鋒陷陣从来未嘗敗績，在長坂坡救阿斗時，連續殺死曹營將領十餘員，還奪得有名寶劍曰「青釭劍」。子龍的驍勇善戰，連敵人曹操都為之震撼，派曹洪問子龍之姓名，子龍曰：「吾乃常山趙子龍也！」曹操知道後，想要捉子龍並降之，於是下令軍士不可放箭，但子龍還是逃回了劉備休憩處(這即是日後在祭祀趙雲之廟宇時，趙雲挺槍仗馬、懷抱幼主劉禪之塑像來源)。智取桂阳时，更是展现了他过人的机智和出众的谋略。隨諸葛亮吊祭周瑜時，因趙雲帶劍相隨，吳將無人敢動諸葛亮。漢水救黃忠時，讓魏國將領張郃、徐晃心驚膽戰，不敢迎敵。劉備去世之後，曹魏五路犯蜀，趙雲把守陽平關，一將當關，萬夫莫開。七十幾歲時仍為蜀軍前鋒，陣前斬殺被作者称为‘有万夫不当之勇’的西涼大將韓德一門五將。與姜維首次交戰有段描寫：「子龍躍馬挺槍，直取姜維。戰不數合，維精神倍長。子龍大驚，暗思：『誰想此處有這般人物！』」並向諸葛亮誇獎對方：「此人極好槍法，與他人大不同也。」
《三國演義》中劉備為漢中王時封趙雲與關羽、張飛、馬超、黃忠等五位將軍為蜀漢的「五虎上將」，五虎將之名因此成為人人朗朗上口的三國勇將代名詞。而趙雲又有許多機智應變、忠君為民的出色表現，因此在《三國演義》中的趙雲，其形象是文武雙全、近乎完美無缺的。
《三國演義》有贊趙雲詩曰：
- 紅光罩體困龍飛，征馬衝開長阪圍，四十二年真命主，將軍應得顯神威。
- 血染征袍透甲紅，當陽誰敢與爭鋒，古來衝陣扶危主，只有常山趙子龍。
- 昔日戰長阪，威風猶未減。突陣顯英雄，被圍施勇敢。鬼哭與神號，天驚並地慘。常山趙子龍，一身都是膽。
- 憶昔常山趙子龍，年登七十建奇功，獨誅四將來衝陣，猶似當陽救主雄。
- 常山有虎將，智勇匹關張。漢水功勳在，當陽姓字彰。兩番扶幼主，一念答先皇。青史書忠烈，應留百世芳。

演義另寫道趙雲過世後，由趙雲的兩個兒子趙統、趙廣向皇帝劉禪報喪。劉禪聽聞趙雲過世，當場痛哭(比諸葛亮過世還悲傷)，對趙雲的兩個兒子曰：「朕憶尚襁褓時，遭遇兵亂，因爾父所護乃全！」於是下令替趙雲厚葬之，再令趙雲之子襲承趙雲之位。

### 反三國演義
《反三國演義》的作者是民國時人周大荒，他自稱要「為一干英雄代造完成一統時局，為馬超、趙雲一時將領打抱不平，令其吐氣」，而將《三國演義》從徐庶收母信而歸曹操之後的情節完全翻案，改寫為《反三國演義》，並於1930年出版。
如周大荒所言，馬超、趙雲兩人成為全書主角，兩人一從北路、一從南路，分別掃蕩魏吳，最後一統天下。趙雲成為扭轉歷史發展的關鍵人物，不但救出徐母留下徐庶，還識破呂蒙白衣渡江之計，並與關羽一起夾擊許昌，會同蜀漢諸虎將擊敗司馬、東吳聯軍，改變了歷史走向。
也許是認為自古英雄配美人，作者還虛構一名武藝高超的西涼女將，馬超之妹馬雲祿，讓她嫁給趙雲，夫妻兩人一起作戰。

### 傳統戲劇
在傳統戲劇方面，趙雲在京劇中為著名的武生角色，特徵為扮相俊逸，身段威武穩健，嗓門洪亮。著名的京劇大師楊小樓便以扮演趙雲，表演《長阪坡》的劇目著稱，有「活趙雲、活子龍」的外號。
以趙雲為主要角色的京劇故事如下:
| 劇目名稱   | 內容情節 |
| ---------- | --- |
| 磐河戰     | 袁紹與公孫瓚會戰於磐河，袁紹命大將顔良、文醜出戰。當時趙雲也在袁紹帳下，因與其理念不合便不被重用，趙雲見公孫瓚兵敗，乃出馬殺敗顔良、文醜，救了公孫瓚。 |
| 借趙雲     | 劉備向公孫瓚借趙雲，劉備素來喜愛趙雲將材，一路上一直試探趙雲心意，問他天下諸侯誰為英主，最後竟得趙雲認同自己，乃領趙雲至徐州。但是張飛不服，趙雲乃打敗曹軍猛將典韋，才讓張飛亦心服。 |
| 長坂坡     | 劉備逃奔江陵，於當陽長阪被曹操大軍所追，妻兒都在亂軍中失散。趙雲乃匹馬單槍，闖進曹操萬軍之中，陸續救出糜竺、簡雍、甘夫人等，最後尋到糜夫人，但糜夫人已身受箭傷，乃將幼子阿斗托給趙雲，自己投井而死。趙雲懷抱阿斗，奪得寶劍，奮力血戰得脫，將阿斗交還劉備。劉備卻將阿斗摔在地上，說「為此孺子幾乎損我一員大將」，趙雲為之感泣。 |
| 長江奪阿斗 | 孫權乘劉備入益川時，用張昭之計，假稱吳國太染病，派心腹周善到荊州接孫夫人歸吳，並囑她帶回劉備之子阿斗，以作人質。孫夫人不疑，乃懷抱阿斗登船歸吳，趙雲駕船趕來，力勸孫夫人留下阿斗，夫人不從，趙雲乃奪回阿斗，此時張飛亦駕船趕到，乃殺死周善，和趙雲一起帶阿斗回荊州。                                                           |

元雜劇中有「趙子龍膽大如斗」之說，並有「趙子龍大鬧塔泥鎮」一本，已失傳。而趙雲謹慎細心的特點亦被加以強調，出演趙雲的演員都會被特別要求，必須要表現出趙雲膽大而又細心的特點。
在一個早期流傳的故事中就有這樣的例子，有一次諸葛亮令趙雲率軍去攻取一座城池，諸葛亮事先策畫整個軍事計畫，何時出發、何時用餐、何時行軍、何時渡河、何時攻城都按表制定完成，趙雲只要照著既定的行程表執行即可。但是在趙雲出發之後，諸葛亮才發現計畫中有一個嚴重的疏失，即按照原定的時間，那條河正值漲潮，士兵們將無法渡河，當諸葛亮正在擔憂整個行動將會失敗的時候，卻傳回趙雲已按照預定的時間攻下城池的消息，原來趙雲知道河水會漲潮，在出發之前就已經先準備好渡河用的舟筏，因此順利完成計畫。在這個早期故事中，趙雲謹慎細心的程度甚至在諸葛亮之上。

### 影視

#### 電影
- 電影《美人計》（1927年）：由王元龍飾演。
- 電影《诸葛孔明》（1996年）：由惠天赐飾演。
- 香港電影《超時空要愛》 （1998年）：由李楓飾演的鄭霜霜，在跨越時空去到三國後化身趙雲。
- 韓國與香港合拍電影《三國志之見龍卸甲》（2008年）：由劉德華飾演。
- 中國電影《赤壁》（2008年）/電影《赤壁：決戰天下》：由胡軍飾演。
- 香港電影《越光寶盒》（2010年）：由鄭中基飾演的清一色，在跨越時空去到三國後化身趙雲。
- 中國網路電影《三國之戰神無雙》（2019年）：由魏宗万飾演。
- 中國網路電影《趙子龍》（2020年）：由賀軍翔飾演。
- 日本電影《新解釋·三國志》（2020年）：由岩田剛典飾演（台配：宋昱璁）。

#### 電視劇
- 麗的電視本港台電視劇集《三國春秋》（1976年）：由徐小明飾演
- 湖北电视台電視劇《諸葛亮》（1985年）：由袁新民、张大万飾演
- 香港亞洲電視劇集《諸葛亮》（1985年）：由汤镇宗飾演
- 電視劇《关公》（1992年）：由张建刚飾演
- 中國中央電視台電視劇《三國演義》（1994年）：由張山、楊凡、侯永生飾演。
- 台灣華視電視劇《关公》（1996年）：由謝祖武飾演。
- 電視劇《武圣关公》（2004年）：由金波飾演。
- 台灣八大電視劇《終極三國》（2009年）：由班傑飾演。
- 中國電視劇《三国》（2010年）：由聶遠飾演。
- 香港無綫電視翡翠台電視劇《回到三國》（2012年）：由張松枝飾演。
- 中國湖南衛視電視劇《武神趙子龍》（2016年）：由林更新飾演。
- 中國優酷網絡劇《虎嘯龍吟》（2017年）：由肖榮生飾演。
- 中國優酷網路劇《終極三國》（2017年）：由SpeXial-Evan飾演。

### 游戏
- 三國趙雲傳系列：臺灣第三波公司發行，戰場動作遊戲以趙雲為主角，虛構趙雲的一生，玩家操縱著趙雲在戰場上斬殺敵人。採用A.RPG的遊戲模式，繼續體現趙雲衝鋒陷陣、血染征袍的軍旅生涯；但是後作和前作不同的是，在戰鬥方面有了更大的突破，許多都是雙方甚至幾方士兵的大廝殺，攻堅戰、救援戰、突圍戰、夜襲戰、心理戰這些只能在文字和現實中存在的各種經典的戰術如今都將得以一一重現在遊戲進程之中，因此無論是場面上還是氣勢上都會比要壯大許多。
- 傲世蒼龍趙雲傳：臺灣捷生資訊發行，策略模擬遊戲。由玩家操作趙雲及其軍隊，進行模擬戰略，以完成各關卡任務。
- 軒轅劍系列：臺灣大宇資訊DOMO小組發行，角色扮演遊戲。字子龍，漢帝國鎮東將軍，《軒轅劍外傳 漢之雲》主角：皇甫朝雲的師父，並賜與「焉逢」稱號。趙雲以單騎救主而聞名之勇將。在諸葛亮第一次北伐時，與鄧芝負責帶領東路褒斜谷部隊，佯裝襲擊長安，以掩護襲取祁山堡、街亭之西路主力部隊。街亭大敗時，西路軍崩潰，東路幸因趙雲親自負責斷後，而讓漢軍損失至最低，深獲諸葛亮所賞識。由於斷後時遭遇《軒轅劍外傳 雲之遙》主角：徐暮雲一眾，讓趙雲心中下了一個未來影響大漢命運主力之決定：成立大漢菁英特種部隊「飛羽」與其相抗衡。賀宇傑為其配音員。
- 幻想三國誌系列：臺灣宇峻奧汀發行，角色扮演遊戲。以三國時代為背景的虛構武俠風格遊戲，趙雲為少數出場的歷史人物，其人物設定相當美形，為遊戲中主要角色之一。
- 真三國無雙系列/無雙OROCHI系列：日本光榮特庫摩發行，戰場動作遊戲。玩家可選擇扮演三國/战国時代的武將，投入三國/战国時代的知名戰場中進行戰爭，趙雲除了為該系列的主人翁之外，也跟周瑜、呂布、貂蟬、夏侯惇、司馬懿為各勢力代表人物，小野坂昌也、田邊幸輔為其配音員。
- 吞食天地系列：日本卡普空發行，角色扮演遊戲。玩家初期是劉關張，後期趙雲即會依劇情加入，除了特定武將可藉由打敗對方來招降。
- 神魔之塔：香港Madhead發行，益智遊戲。公會討伐戰「龍甲披肩」的最終魔王，由於字號「子龍」，而被設定成唯一的「龍類」卡牌。
- 傳說對決：台灣garena、天美工作室群發行，鬥塔遊戲。5v5對戰「遊戲裡英雄人物」一個英雄，名字「趙雲」，職業為戰士，是驍勇善戰的英雄人物。
- 王者荣耀：中国大陸天美工作室群發行，多人在线戰鬥竞技場游戏。5v5對戰「遊戲裡的角色」一位英雄，名字「趙云」，职业是战士和刺客。
- 三国杀：中国大陆游卡桌游开发的卡牌游戏，赵云具有技能〖龙胆〗效果为：【杀】当【闪】，【闪】当【杀】，具有一定的防御能力。后续实装的界赵云、神赵云等形态也都相对偏向防御型武将。

### 漫畫
香港漫畫家陳某自2001年至今連載漫畫作品《火鳳燎原》以趙雲、司馬懿為主角。另外，在《蒼天航路》（王欣太）、《超三國志霸》（池上遼一）、《天地吞食》（本宮宏志）、《龍狼傳》（山原義人）等，趙雲也都作為一名主要角色出場。

## 趙雲故址
現代趙雲祠墓地址：

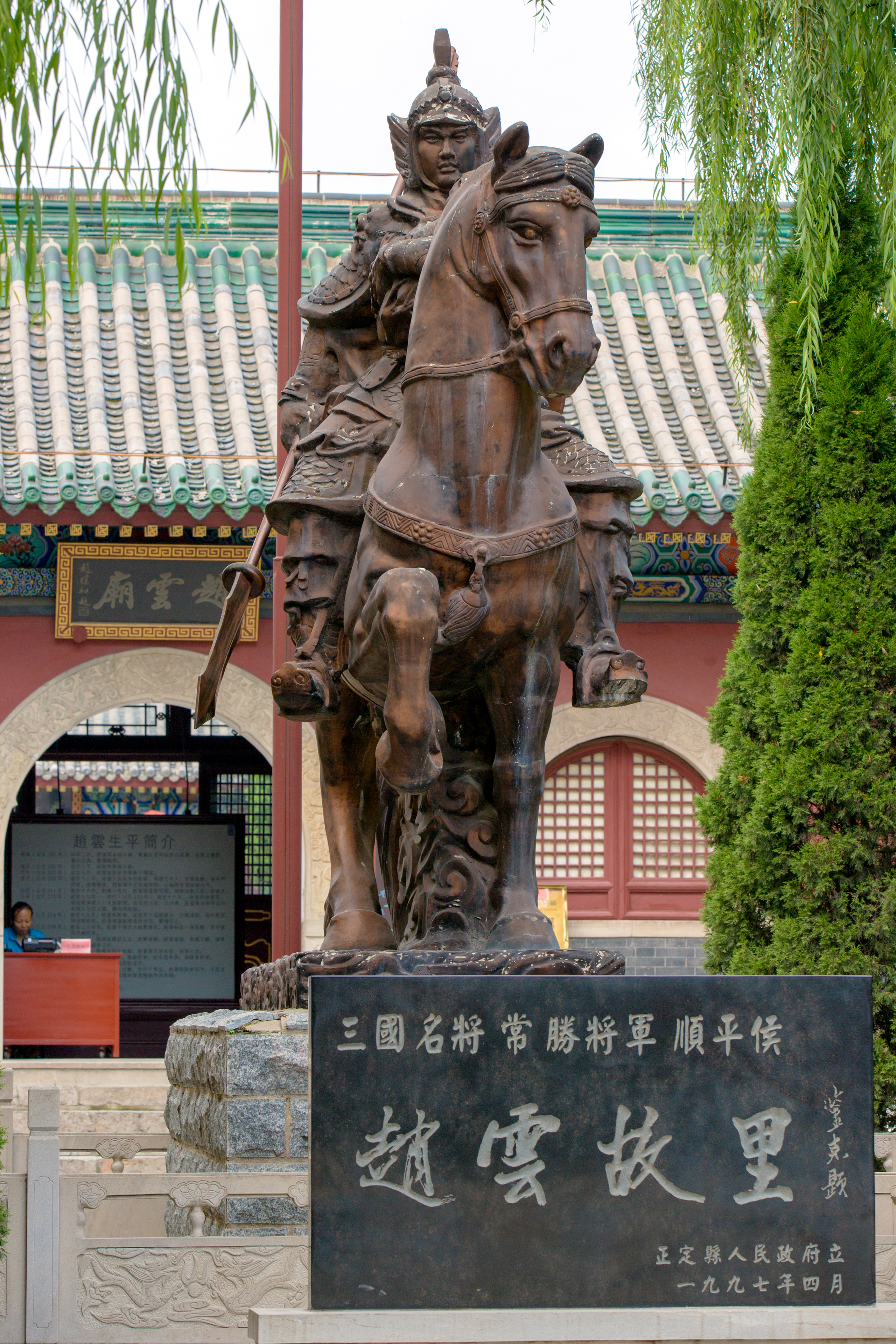
河北正定趙雲廟外的趙雲像

1. 四川大邑：子龍廟，順平侯趙雲墓。
清朝康熙年間大邑知縣李德耀重修子龍廟時立碑，著有《漢順平侯趙將軍墓祠碑記》。道光年間，知縣郭志融重修時亦立碑，撰《重修漢順平侯祠墓記》。

祠廟有：
1. 河北正定：趙雲廟
2. 台灣雲林縣虎尾鎮埒內里：埒內拱雲宮[27]
3. 台灣台南市佳里區（子龍里）：佳子龍廟（永昌宮）（台南佳子龍廟網站 （页面存档备份，存于））(廟旁有約四丈高的趙雲騎愛駒、使著長槍懷抱劉禪的塑像，成為當地地標。)
4. 台灣台中市大肚區合興宮。[28]

明朝和清朝記載祠廟另有：
1. 河南南陽南三十里屯東趙雲祠墓
2. 四川黎州（今漢源）大渡河守禦所安靖壩左趙雲祠
3. 湖廣桂陽州（今湖南郴州桂陽）城外芙蓉山下趙雲祠
4. 雅安縣，清溪縣，蒲江縣各有順平侯廟

湖北當陽（長阪）有子龍閣，子龍路；赤壁有子龍灘；監利有子龍崗。湖南常德安鄉有子龍庵；桂陽有蒙泉（又名萬軍泉，趙雲八角井）及平阳戍。四川成都和平街原名為子龍塘街，和平街小學在相傳是順平侯洗馬池故址；成都龍泉石經寺（歷名靈音寺，天成寺）相傳初為趙雲祭祀家廟。四川金堂鴻都觀後有洗馬池，雲頂山有漢將軍柏；廣漢有白馬寺仁圣宫。重慶長壽有趙雲寨；重慶市中大陽溝白龍池相傳為趙雲駐江州白龍馬廄；奉節有子龍屯兵處臥龍崗。陝西寧強有子龍駐軍處子龍山。

### 其他
- 南朝梁陶弘景所著的《古今刀劍錄》中提到：蜀主劉備於章武元年採牛山金，鑄成八劍，皆長三尺六寸，其中一劍賜給趙雲。
- 北宋李昉所著的《太平廣記》收錄趙雲漢水空營計於其《驍勇卷》之中。
- 清朝康熙六十一年，趙雲成為清朝歷代帝王廟的從祀功臣之一。
- 台灣臺南市佳里區子龍里，老地名為「子良廟」。此即當地設子龍廟祭趙子龍，「龍」、「良」於閩南話同音（liông）所致。

## 延伸阅读
[在维基数据编辑]
 《三國志·卷36》，出自陳壽《三國志》
 在维基共享资源阅览影像、分类
| 蜀汉五虎將                          |
| ----------------------------------- |
| 关羽 \| 张飞 \| 马超 \| 黄忠\| 赵云 |